# Cantonul Sainte-Suzanne (Réunion)
Cantonul Sainte-Suzanne (Réunion) este un canton din arondismentul Saint-Denis, Réunion, Franța.